# فلسطينيو الأمريكيتين
'''فلسطينيو الأمريكيتين''' هم فلسطينيون من فلسطينيي الشتات في أمريكا الشمالية وأمريكا الجنوبية.

## الهجرات إلى الأمريكيتين
هاجر فلسطينيون كثر إلى الأمريكيتين منذ منتصف القرن التاسع عشر، وذلك لمجموعة مركبة من الأسباب، فكان الكثير منهم من المسيحيين، فكان معظمهم من بيت لحم، وبيت جالا، وبيت ساحور، ومن بعض المناطق الأخرى، ويمكن تفسير تلك الموجات بإرتباطها بسياسات الدولة العثمانية ضد الطوائف المسيحية تارة، وبالمصالح الاقتصادية من جهة ثانية، كما لعبت سياسة التجنيد الإجباري العثمانية أثناء الحرب العالمية الأولى دوراً كبيراً في فرار عدد من الفلسطينيين، كما دى تهجير الفلسطينيين بقيام دولة إسرائيل إلى موجة أخرى من الهجرة.

### فلسطينيو أمريكا الشمالية
- فلسطينيو الولايات الأمريكية المتحدة
- فلسطينيو كندا

### فلسطينيو أمريكا الوسطى والجنوبية
- فلسطينيو تشيلي
- فلسطينيو المكسيك
- فلسطينيو السلفادور
- فلسطينيو الأوروغواي
- فلسطينيو البرازيل
- فلسطينيو نيكاراغوا
- فلسطينيو كولومبيا
- فلسطينيو هايتي